# 1889 au Québec
Cet article traite des événements survenus en 1889 au Québec. 

## Événements

### Janvier
- Janvier : l'Assemblée législative adopte une loi créant une Cour des magistrats de districts dont le rôle est de statuer sur les contestations de moins de 100 $ et sur le recouvrement de taxes municipales, scolaires et d'église[1].
- 3 janvier : l'élection du nationaliste Odilon Goyette dans La Prairie est annulée par la Cour. Il y avait des personnes décédées dans la liste d'électeurs[2].
- 9 janvier : ouverture de la troisième session de la 6e législature[3].
- 24 janvier : Odilon Goyette est facilement réélu lors de l'élection partielle de La Prairie[3].
- 31 janvier : la chanteuse internationale d'origine québécoise Emma Lajeunesse dite Albani assiste à une séance de l'Assemblée législative. L'orateur lui a fait placer un siège spécial[3].

### Février
- Février : Jacques Grenier est élu maire de Montréal à l'occasion des premières véritables élections municipales de la ville[4].
- 2 février : Rome donne une nouvelle constitution à l'Université Laval de Montréal, lui accordant plus d'autonomie[5].
- 4 février : 
  - inauguration de la gare Windsor à Montréal.
  - le gouverneur général, Lord Stanley, assiste à l'inauguration de la 7e édition du Carnaval d'hiver de Montréal. L'une des attractions principales est le Palais de Glace, érigé sur le Square Dominion qui peut contenir plus de 3 000 personnes[6].
- 15 février : le discours du budget, lu par le trésorier Joseph Shehyn, annonce un nouveau déficit et une nouvelle augmentation des dépenses[3].

### Mars
- 15 mars : une motion est présentée à la Chambre des communes, demandant au gouvernement Macdonald de désavouer la loi québécoise sur les Jésuites, adoptée à l'Assemblée législative en 1888[7].
- 21 mars : la session parlementaire est prorogée à l'Assemblée législative.
- 29 mars : à Ottawa, la motion de désaveu de la loi sur les Jésuites est battue. 188 députés ont voté contre et seulement 13 pour[8].

### Avril
- Avril : des pluies causent d'importantes inondations dans la région du Saguenay. Plusieurs ponts ont été emportés et les routes sont endommagés[9].
- 25 avril : 3 000 personnes manifestent à Montréal pour que le gouvernement fédéral désavoue la loi sur les Jésuites[10].

### Mai
- 16 mai : le village de Saint-Sauveur à proximité de Québec est en partie détruit par un incendie. 400 maisons sont rasées, 2 morts sont à déplorer. Les pertes matérielles sont évalués à plus de 300 000 $[11].
- 29 mai : une convention conservatrice a lieu à Montréal où sont acclamés le premier ministre canadien John A. Macdonald et ses lieutenants québécois Joseph-Adolphe Chapleau et Louis-Olivier Taillon. Elle se termine par un banquet au St. Lawrence Hall[12].
- 31 mai : le Parc zoologique du Parc Sohmer est inauguré à Montréal[13].

### Juin
- 11 juin : l' Equal Rights Association est fondé à Toronto. Son principal but est de « protéger le pays contre la francité envahissante et l'agressif catholicisme »[14].
- 24 juin : lors de l'inauguration du monument du Père Brébeuf et de Jacques Cartier au parc Cartier-Brébeuf de Québec, le premier ministre Honoré Mercier prononce son célèbre discours : « Cessons nos luttes fratricides et unissons-nous »[3].

### Juillet
- 9 juillet : Londres refuse d'intervenir pour désavouer la loi québécoise sur les Jésuites[15].

### Août
- 1er août : les Ursulines et les Hospitalières de Québec célèbrent le 250e anniversaire de leur arrivée en Nouvelle-France[16].
- 4 août : le cargo SS. Montreal fait naufrage dans le détroit de Belle-Isle. Les marins ont survécu mais toute la marchandise qu'il contenait est perdue[17].

### Septembre
- 12 septembre : le village de Saint-Sauveur, situé à l'ouest du boulevard Langelier, est annexé à la ville de Québec.
- 19 septembre : un immense bloc de pierre se détache de la falaise du cap Diamant, à l'extrémité sud de la terrasse Dufferin à Québec, et détruit sept maisons de la rue Champlain. L'éboulement fait 40 morts et une trentaine de blessés.

### Octobre
- 24 octobre : le député libéral Louis Basinet (en), dont l'élection de 1886 avait été invalidée, remporte l'élection partielle de Joliette[3].
- 25 octobre : une explosion de cartouches de dynamite dans le nord-est de Montréal, sur la rue Saint-Jean-Baptiste, fait 1 mort et plusieurs blessés. Des maisons sont également endommagées. L'accident a eu lieu alors que l'on minait un terrain pour la construction d'un égout[18].

### Novembre
- 6 novembre : lors d'un discours, Honoré Mercier élabore une thèse démontrant que le Québec serait en partie responsable du sort des minorités francophones dans le reste du Canada[19].
- 12 novembre : 
  - À la suite des recommandations du pape Léon XIII, Honoré Mercier verse les 400 000 $ de biens des Jésuites à différents organismes. 160 000 $ vont aux Jésuites, 100 000 $ à l'Université Laval de Québec, 40 000 $ à l'Université Laval de Montréal et le reste à différents archidiocèses de la province[20].
  - Mercier se rend au congrès catholique de Baltimore accompagné de l'homme d'affaires James McShane ainsi que du curé Labelle[21].
- 28 novembre : le conservateur Rufus Nelson England (en) remporte l'élection partielle de Brome[3].

### Décembre
- 4 décembre : le libéral Auguste Tessier remporte l'élection partielle de Rimouski[3].
- 30 décembre : le libéral Owen Murphy est réélu lors de l'élection partielle de Québec-Ouest. Son élection de 1886 avait été invalidée[3].

## Naissances
- 6 janvier - Édouard Lacroix (industriel, homme d'affaires et homme politique)  († 19 janvier 1963)
- 9 juillet - Léo Dandurand (homme d'affaires) († 26 juin 1964)
- 10 juillet - Robert-Raoul Bachand (avocat et homme politique) († 4 septembre 1949)
- 13 août - Camillien Houde (maire de Montréal) († 11 septembre 1958)
- 29 septembre - Hortensius Béïque (homme d'affaires et politicien) († 15 août 1951)
- 25 octobre - Laure Gaudreault (militante syndicaliste) († 22 janvier 1975)
- 28 octobre - Juliette Béliveau (actrice) († 26 août 1975)
- 4 décembre - Leslie Gordon Bell (homme politique) († 8 septembre 1963)

## Décès
- 15 janvier - Charles McKiernan (restaurateur) (º 4 décembre 1835)
- 16 mars - Firmin Dugas (politicien) (º 8 mars 1830)
- 8 mai - Jean-Baptiste-Zacharie Bolduc (personnalité religieuse) (º 30 novembre 1818)
- 11 juin - Pierre-Samuel Gendron (notaire et homme politique) (º 31 août 1828)
- 14 juillet - Antoine-Sébastien Falardeau (peintre) (º 12 août 1822)